# Государственный чиновник
«Госуда́рственный чино́вник» (Госчиновник) — политический фильм Ивана Пырьева, — классика советского кино. Из запрещённой сатирической версии 1929 года режиссёр сделал новый вариант, вышедший в прокат 13 июля 1931 года.

## Сюжет
Конец 20-х годов. В правлении одной из железных дорог работает кассир Аполлон Фокин. Аккуратно соблюдая регламент рабочего дня, он остаётся в то же время глухим к просьбам посетителей. Главарь вредительской группы, засевшей в правлении, организует налёт на кассира. Фокин оказывает сопротивление, а никем не замеченный саквояж с деньгами оказывается под лестницей, где его находит жена кассира. Фокин получает возможность присвоить деньги, оставаясь при этом в глазах общества честным человеком. Но вскоре в их квартире появляется все тот же грабитель. Происходит новая схватка. Грабитель арестован, а деньги возвращаются в кассу правления. Фокин чествуется сослуживцами как герой. Однако на следствии грабитель разоблачает не только членов вредительской организации, но и кассира. Фокин, мечтавший за свои «заслуги» быть избранным в Моссовет, попадает на скамью подсудимых.
— Аннотация Госфильмофонда РФ

## История создания
Остриё сатиры первоначальной версии картины по сценарию Всеволода Павловского было направлено против чиновничьей психологии и бюрократизма некоторых слоёв советских служащих. Однако фильм подвергся жёсткой критике и был запрещён к показу, и Пырьев вместе с женой покинул Москву.
«Фильм оказался вредным и формалистическим» — со скрытой иронией позднее писал Пырьев. 
Руководство «Союзкино» вскоре предложило режиссёру сделать новый вариант, исправив «допущенные ошибки». В результате переделки сценария и досъёмок «Государственный чиновник» превратился в политический фильм о вредителях и диверсантах. В героях легко узнавались персонажи недавно состоявшегося Дела Промпартии. По воспоминаниям Михаила Ромма, то был редкий случай, когда художнику приказали собственноручно изуродовать свой собственный шедевр.

## В ролях
- Максим Штраух — Аполлон Фокин, кассир
- Любовь Ненашева — жена Фокина
- Наум Рогожин — Аристарх Разверзаев, его начальник
- Леонид Юренев — фон Мекк, «стоящий выше»
- Иван Бобров — «истинно русский» человек
- Александр Антонов — председатель правления дороги
- Татьяна Барышева — монахиня
- Наталья Васильева